# Roberto Acosta (pentatleta)
Roberto Acosta (29 agosto 1975) è un ex pentatleta messicano.

## Palmarès
In carriera ha conseguito i seguenti risultati:
- Mondiali:

Sofia 1997: argento nel pentathlon moderno staffetta a squadre.